# Миллс, Дэвис
Дэвис Комптон Миллс (англ. Davis Compton Mills; 21 октября 1998, Атланта, Джорджия) — профессиональный американский футболист, квотербек клуба НФЛ «Хьюстон Тексанс». Обладатель клубного рекорда по количеству пасовых ярдов для новичков. На студенческом уровне играл за команду Стэнфордского университета. На драфте НФЛ 2021 года выбран в третьем раунде.

## Биография
Дэвис Миллс родился 21 октября 1998 года в Атланте. Один из трёх детей в семье. Учился в старшей школе Грейтер Атланта Крисчен, играл в составе её футбольной команды. За время карьеры Миллс набрал пасом 6290 ярдов с 66 тачдаунами, установив рекорды школы. Трижды включался в состав сборной звёзд Джорджии. В 2017 году принимал участие в матче всех звёзд школьного футбола. На момент окончания школы занимал первое место в рейтингах скаутинговых сервисов Scout и Rivals, сервисом 247Sports оценивался как лучший квотербек, играющий в профессиональном стиле.

### Любительская карьера
В 2017 году Миллс получил спортивную стипендию в Стэнфордском университете. Свой первый сезон в команде он провёл в статусе освобождённого игрока, не принимая участия в официальных матчах. В 2018 году он дебютировал в турнире NCAA, выйдя на поле в матче против команды Калифорнийского университета.
Стартовым квотербеком «Стэнфорда» Миллс стал в сезоне 2019 года. Он сыграл в восьми матчах, набрав 1960 ярдов с одиннадцатью тачдаунами. В ноябре в игре с «Вашингтон Стейт» он установил рекорд университета, набрав пасом 504 ярда. Перед началом сезона 2020 года Миллса выбрали одним из капитанов команды. В сокращённом из-за пандемии COVID-19 турнире он провёл пять матчей с 1508 ярдами и семью тачдаунами. По итогам сезона его признали самым ценным игроком «Стэнфорда».

#### Статистика выступлений в чемпионате NCAA
| Сезон | Команда           | Игры | Пас | Пас | Пас  | Пас  | Пас | Пас | Пас | Пас   | Вынос | Вынос | Вынос | Вынос |
| Сезон | Команда           | Игры | Cmp | Att | Pct  | Yds  | Y/A | TD  | Int | Rtg   | Att   | Yds   | Avg   | TD    |
| ----- | ----------------- | ---- | --- | --- | ---- | ---- | --- | --- | --- | ----- | ----- | ----- | ----- | ----- |
| 2017  | Стэнфорд Кардинал | —    | —   | —   | —    | —    | —   | —   | —   | —     | —     | —     | —     | —     |
| 2018  | Стэнфорд Кардинал | 1    | 0   | 2   | 0,0  | 0    | 0,0 | 0   | 0   | 0,0   | 1     | 5     | 5,0   | 0     |
| 2019  | Стэнфорд Кардинал | 8    | 158 | 241 | 65,6 | 1960 | 8,1 | 11  | 5   | 144,8 | 32    | 44    | 1,4   | 0     |
| 2020  | Стэнфорд Кардинал | 5    | 129 | 195 | 66,2 | 1508 | 7,7 | 7   | 3   | 139,9 | 30    | 37    | 1,2   | 3     |
| Всего | Всего             | 14   | 287 | 438 | 65,5 | 3468 | 7,9 | 18  | 8   | 141,9 | 63    | 86    | 1,4   | 3     |

## Профессиональная карьера
Перед драфтом НФЛ 2021 года в рейтинге издания Bleacher Report Миллс занимал седьмое место среди квотербеков. Ему прогнозировали выбор в четвёртом раунде. Аналитик Нейт Тайс к плюсам игрока относил силу руки выше среднего уровня, технику броска, удобную для ресиверов, хорошую работу ног и антропометрические данные. Среди недостатков назывались невысокая точность передач, склонность бросать в глубину поля, вместо поиска открытого принимающего на средней дистанции, некоторую роботизированность движений. Опасения клубов лиги могли вызвать и несколько операций на левом колене, перенесённых им во время учёбы в школе и университете.
На драфте Миллс был выбран «Хьюстоном» в третьем раунде под общим 67 номером. В мае 2021 года он подписал с клубом четырёхлетний контракт на общую сумму 5,22 млн долларов. Свой дебютный сезон в НФЛ он начал в статусе третьего квотербека команды, но получил место в стартовом составе, когда Дешон Уотсон был дисквалифицирован из-за проблем с законом, а Тайрод Тейлор получил травму. Миллс сыграл в тринадцати матчах регулярного чемпионата. Набранные им 2604 пасовых ярда стали новым рекордом клуба для новичков. Миллс стал лучшим среди других квотербеков-новичков по количеству матчей с 300 пасовыми ярдами и вторым по числу пасовых тачдаунов и рейтингу QBR.
Весной 2022 года «Хьюстон» обменял Дешона Уотсона, после чего позиции Миллса в команде укрепились. Новый главный тренер Лави Смит по ходу предсезонных сборов назначил его одним из капитанов команды, второй квотербек Кайл Аллен не назывался претендентом на место в составе. 

#### Статистика выступлений в НФЛ

##### Регулярный чемпионат
| Сезон | Команда         | Игры | Пас | Пас | Пас  | Пас  | Пас | Пас | Пас | Пас  | Вынос | Вынос | Вынос | Вынос |
| Сезон | Команда         | Игры | Cmp | Att | Pct  | Yds  | Y/A | TD  | Int | Rtg  | Att   | Yds   | Avg   | TD    |
| ----- | --------------- | ---- | --- | --- | ---- | ---- | --- | --- | --- | ---- | ----- | ----- | ----- | ----- |
| 2021  | Хьюстон Тексанс | 13   | 263 | 394 | 66,8 | 2664 | 6,8 | 16  | 10  | 88,8 | 18    | 44    | 2,4   | 0     |
| 2022  | Хьюстон Тексанс | 15   | 292 | 479 | 61,0 | 3118 | 6,5 | 17  | 15  | 78,8 | 32    | 108   | 3,4   | 2     |
| Всего | Всего           | 28   | 555 | 873 | 63,6 | 5782 | 6,6 | 33  | 25  | 83,3 | 50    | 152   | 3,0   | 2     |